# Omalaspis convexus
Omalaspis convexus is een vliesvleugelig insect uit de familie van de Figitidae. De wetenschappelijke naam van de soort is voor het eerst geldig gepubliceerd in 1985 door Kierych.